# Yaşar Erkan
Yaşar Erkan (* 30. April 1911 in Erzincan; † 18. Mai 1986) war ein türkischer Ringer. Er war der erste türkische Ringer, der bei den Olympischen Spielen Gold gewann.
Bei den Olympischen Spielen 1936 in Berlin wurde er im Federgewicht (bis 61 kg) Olympiasieger für die Türkei.